# Enric el Pelegrí
Enric el Pelegrí (c. 1230 - 2 de gener del 1302) va governar efectivament el senyoriu de Mecklenburg de 1264 a 1275 i de 1299 fins a la seva mort.

## Família
Era el fill gran del Senyor Joan I. Al voltant del 1259 es casà amb Anastàsia (c. 1245 - 15 de març del 1317) filla de Duc de Pomerània Barnim I. Els seus fills foren:
- Lutgarda (ca. 1260-1261 - després del 14 de desembre del 1283), muller de Premislau II de la Gran Polònia.
- Enric el Lleó (ca. 1267 - 1329).
- Joan III (ca. 1266 - 1289).

## Govern
Després de la mort del seu pare governà al principi conjuntament amb el seu germà Albert I. Després de la mort d'Albert el 1265, Joan va governar sol. A partir del 1266 va requerir al jueus de Wismar que paguessin per la seva protecció. Aquell mateix any va començar el programa de "donació de pa i vi", en les que vint esglésies a l'àrea d'Ilow subministrarien amb vi i hòsties de per la Sala de Ciutat en Wismar. Per moltes esglésies en l'àrea, aquest decret és el primer cop ells és esmentat en un document. El 1270 va emprendre la croada lituana, que no havia sofert encara la cristianització.
El 1271 va fer un pelegrinatge a la Terra Santa. De camí fou fet presoner i deportat al Caire, on fou retingut en captivitat pels àrabs durant 27 anys. En la seva absència Mecklenburg va ser governat pels seus germans Joan II i Nicolau III, després d'una lluita entre els seus germans i cosins sobre la regència i la tutela dels seus nens. Després que Joan II va morir dins 1283, Nicolau III governà sol, fins que Henry II va venir d'envellir dins 1290.
Enric retornà a Mecklenburg via Morea i Roma el 1298. El 1299 reprengué formalment el seu regnat, tot i que probablement deixà els afers de govern majoritàriament al seu fill Enric II.
Enric morí el 1302 i va ser enterrat a la cripta ducal al monestir de Doberan.